# Єлітув (Великопольське воєводство)
Єлітув (пол. Jelitów) — село в Польщі, у гміні Рашкув Островського повіту Великопольського воєводства.
Населення — 138 осіб (2011).

## Демографія
Демографічна структура станом на 31 березня 2011 року:
|          | Загалом | Допрацездатний вік | Працездатний вік | Постпрацездатний вік |
| -------- | ------- | ------------------ | ---------------- | -------------------- |
| Чоловіки | 67      | 12                 | 48               | 7                    |
| Жінки    | 71      | 16                 | 42               | 13                   |
| Разом    | 138     | 28                 | 90               | 20                   |